# Царегородцев, Виталий Иванович
Виталий Иванович Царегородцев (1927 — 2000) — советский штурман-испытатель, главный штурман ГК НИИ ВВС (1972—1979), полковник ВВС СССР. Заслуженный штурман-испытатель СССР (1971). Лауреат Государственной премии СССР.

## Биография
Родился 5 мая 1927 года в деревне Машарань (ныне не существует; территория Никулятского сельского поселения Яранского района Кировской области).
С 1944 года призван в ряды Красной Армии, участник Великой Отечественной войны.
С 1945 по 1949 год учился в Челябинском военном авиационном училище штурманов.
С 1949 по 1956 год — штурман-инструктор и штурман отряда в 30-х Центральных курсах подготовки лётного состава дальней авиации.
С 1956 по 1959 год слушатель штурманского факультета Краснознамённой военно-воздушной академии. С 1959 по 1982 год В. И. Царегородцев на испытательной работе, служил — штурманом-испытателем и старшим штурманом-испытателем в Государственного Краснознамённого научно-испытательного института ВВС СССР. Штурман-испытатель, старший штурман-испытатель.
С 1961 по 1967 год — старший штурман-испытатель авиационной испытательной эскадрильи. В 1967 г. назначен старшим штурманом-испытателем Службы лётных испытаний бортовой авиации. С 1972 по 1979 год — главный штурман ГК НИИ ВВС.
С 1979 по 1982 год — старший штурман филиала ГК НИИ ВВС на аэродроме Чкаловский, филиал состоял из 4-го научно-испытательное управление (испытание штурмовиков, вертолётов, учебно-тренировочных самолётов), 7-го научно-испытательное управления (испытания средств жизнеобеспечения и спасения — тормозных парашютов, скафандров, катапульт) и 8-го научно-испытательное управления (испытаний авиадвигателей с авиационным полком испытаний).
В. И. Царегородцев принимал активное участие в освоении сложных видов полётов с применением автоматизированных систем навигации. Участвовал в разработке методики бомбометания на сверхзвуке, при полётах на потолке, пуске различного типа ракет на предельных режимах полёта. В. И. Царегородцев выполнил более — 1000 полётов на испытания самолётов бомбардировочной авиации и военно-транспортной авиации. В. И. Царегородцев освоил — 48 типов самолётов и имел общий налёт более — 4800 часов.
Умер 8 августа 2000 года в Щёлково.

## Награды
- Орден Трудового Красного Знамени
- Орден Красной Звезды

### Звания
- Заслуженный штурман-испытатель СССР

### Премии
- Государственная премия СССР